# Manjarrés
Manjarrés – gmina w Hiszpanii, w prowincji La Rioja, w La Rioja, o powierzchni 6,16 km². W 2011 roku gmina liczyła 141 mieszkańców.